# Geoffrey Howe
Richard Edward Geoffrey Howe, Lord Howe d'Aberavon (Port Talbot, Gal·les, 20 de desembre de 1926 - Warwickshire, Anglaterra, 9 d'octubre de 2015) va ser un polític del Partit Conservador britànic. Va ser el ministre que més temps va romandre en el gabinet de Margaret Thatcher, on va estar per aproximadament deu anys i va ocupar les posicions de Ministre d'Hisenda, Ministre de Relacions Exteriors i de la Commonwealth, Capdavanter de la Cambra dels comuns, Lord President del Consell i Viceprimer ministre del Regne Unit. La seva renúncia l'1 de novembre de 1990 a causa de desacords amb la política europea de Thatcher és àmpliament considerada com una causa decisiva en la caiguda de la mandatària tres setmanes després.
Durant el seu temps en la Cambra dels Comuns (1964-1966 i 1970-1992), Howe va ser Membre del Parlament (MP) per Bebington (1964-1966), Reigate (1970-1974) i East Surrey (1974-1992). També va ocupar la cartera d'Hisenda en el Gabinet en l'ombra de Margaret Thatcher i des de 1992 fins a maig de 2015 va ser parell vitalici de la Cambra dels Lords amb el títol de Lord Howe d'Aberavon. Estava casat amb Elspeth Howe, també membre de la Cambra dels Lords sota el títol de Baronessa Howe d'Idlicote.
Al maig de 2015 Howe es va retirar de la Cambra dels Lords després de més de mig segle al Parlament. Cinc mesos després, el 9 d'octubre de 2015, va morir després d'una aparent aturada cardíaca.

## Primers anys
Geoffrey Howe va néixer el 1926 a Port Talbot (Gal·les). Va estudiar en el col·legi Bryntirion, una escola preparatòria en Bridgend, i després en els col·legis anglesos Abberley Vestíbul i Winchester College. Des de 1945 fins a 1948 va ser tinent de la Royal Corps of Signals a l'est d'Àfrica i després va prosseguir amb els seus estudis en el Trinity Hall de la Universitat de Cambridge, d'on es va graduar com a advocat en 1952.
Mentre estudiava lleis, va ser president de la Cambridge University Conservative Association («Associació conservadora de la Universitat de Cambridge»). Es va presentar com a candidat del Partit Conservador a Aberavon per a les eleccions generals de 1955 i 1959, quedant segon en ambdues. L'any 1955 va ser president del Bow Group, un think tank conservador del que va formar part des de la seva creació en 1951 i va editar la seva revista Crossbow entre 1960 i 1962.
En 1964 va aconseguir entrar a la Cambra dels Comuns per Bebington i en 1970 va ser nomenat sub-fiscal general d'Anglaterra i Gal·lès. Des de 1972 fins a la caiguda del govern conservador de Edward Heath en 1974, va ser ministre d'Estat de la cartera de Comerç i Indústria. En 1975 es va presentar en la segona votació per a la presidència del partit, on va sortir tercer (al costat de James Prior) i va obtenir el 6,9% dels vots, enfront del 53,3% obtingut per Margaret Thatcher. Després de l'elecció, Thatcher va apuntar a Howe com el seu Ministre d'Hisenda en l'ombra. Des d'aquest lloc va elaborar, amb l'ajuda d'altres parlamentaris, una declaració de l'oposició sobre el desenvolupament de noves polítiques econòmiques titulada The Right Approach to the Economy («El correcte enfocament en l'economia»).

## Gabinet

### Ministre d'Hisenda
Amb la victòria del Partit Conservador en les eleccions de 1979, Geoffrey Howe va passar a ocupar el lloc de Ministre d'Hisenda al govern de Margaret Thatcher. La seva gestió es va caracteritzar per polítiques radicals per reformar les finances públiques, reduir la inflació i liberalitzar l'economia. Howe va abolir els controls de canvi, va reduir el despesa pública i l'impost sobre la renda i va augmentar els impostos indirectes i l'impost sobre el valor afegit. El pressupost de 1981 elaborat per Howe va ser durament criticat, especialment per la idea de deflació en l'economia en temps de recessió. En una carta al The Times, 364 acadèmics van al·legar que «el pressupost no tenia base en teoria econòmica i en proves de suport» i que «amenaçava l'estabilitat política i social de Gran Bretanya».
Les seves propostes es basaven que reduint el dèficit, en aquest moment de 9,3 bilions (3,6% del PBI) i controlant la inflació, les taxes d'interès a llarg termini declinarien, reestimulant l'economia. Al moment del pressupost de 1981 la inflació rondava el 15% i es dirigia al 20%, aconseguint baixar finalment en 1982. Les taxes d'interès a llarg termini, per la seva banda, també van declinar, de 14% en 1981 a 10% en 1983. Finalment, l'economia lentament sortia de la recessió. No obstant això, la desocupació, ja molt alta, va aconseguir un bec de 12%, el més alt des de la dècada del trenta.

### Secretari de Relacions Exteriors
Després de les eleccions de 1983, Thatcher va nomenar a Howe com a secretari de Relacions Exteriors, un lloc que va mantenir durant sis anys. Des d'aquest càrrec es va oposar fortament a sancions econòmiques a Sud-àfrica per l'Apartheid dient que tard o d'hora Sud-àfrica es reformaria «a causa de l'aclaparant pes del sentit comú». Un dels principals eixos del seu mandat va ser la integració del Regne Unit a la Comunitat Europea i el seu suport a l'ingrés del Regne Unit al MTC, la qual cosa li va causar fortes diferències amb Thatcher. Les diferències van arribar a tal punt que Howe i Nigel Lawson (successor d'Howe en el lloc de secretari de Relacions Exteriors) es van reunir amb Thatcher i la van amenaçar de renunciar. Com a representant del Regne Unit en el Consell de Seguretat de les Nacions Unides va recolzar sancions i l'embargament d'armes a l'Iran, dient que les mesures de força són necessàries per demostrar que el Consell «no manca de valor o és ineficaç». Howe va ocupar a més la presidència del Consell al setembre de 1985.
Poc després d'assumir i prèviament a la invasió nord-americana de Grenada, Estats Units va demanar consell al govern britànic. Tant Thatcher com Howe es van oposar fortament a la invasió a l'excolònia britànica, però Estats Units la va envair de totes maneres, la qual cosa va molestar al govern per la poca importància que el país americà li va donar a l'opinió britànica. En 1984 Howe va encapçalar les negociacions amb Xina per la condició política i econòmica de Hong Kong, un afer considerat per alguns com un dels seus majors assoliments. Finalment, el Regne Unit i Xina van signar una declaració conjunta basada en l'ideal Un país, dos sistemes en el qual el Regne Unit es comprometia a lliurar la sobirania de Hong Kong a la Xina sota certes condicions. La declaració deia «Hem acordat […] l'estructura i principals assumptes en un acord que preservarà l'estil únic econòmic i de manera de vida de Hong Kong […] els sistemes econòmics i socials de Hong Kong, la seva distintiva manera de vida i la seva posició com a centre financer i industrial seran assegurats». Andrew McEwen de The Times va dir «Geoffrey Howe és la gota d'aigua en una roca que eventualment s'obre camí». Posteriorment, Kevin Theakston, fent al·lusió a l'eslògan de la declaració sobre Hong Kong va dir «un govern, dues polítiques exteriors» en al·lusió a les diferències entre Howe i Thatcher.

### Viceprimer ministre
El juliol del 1989 Howe va ser reemplaçat en el seu lloc per John Major i va ser nomenat Viceprimer ministre i Líder de la Cambra dels Comuns. Va ser pres per alguns com una represàlia de Thatcher per l'assumpte de la Comunitat Europea i el seu lloc va ser qualificat com un «títol sense valor» i com a posicions «que sonaven pomposament però mancaven completament de poder». Howe fins i tot va perdre beneficis tals com la Residència Chevening però va rebre suport dels seus companys conservadors durant el seu primer discurs com Viceprimer ministre, alguna cosa nomenat com «un advertiment a Thatcher».
L'1 de novembre de 1990 Howe va renunciar a les seves posicions en el Gabinet. El 13 d'aquest mes va pronunciar el seu famós discurs de renúncia, on va criticar fortament a Thatcher per córrer grans riscos pel futur del país i per la seva política europea. El seu fort discurs és àmpliament considerat d'haver servit d'incentiu per a la candidatura de Michael Heseltine per disputar-li la presidència del partit a la primera ministra. És al seu torn considerat en extensió com a causant de la renúncia de Margaret Thatcher tan sols unes setmanes després, el 22 de novembre de 1990. The Telegraph va publicar un article en el 2010 titulat El moment en què una ovella negra va ferir fatalment a la nostra reina guerrera i va dir que «El discurs de Geoffrey Howe fa 20 anys va electrificar a la Càmera i va canviar la història» encara que uns altres com Jeremy Paxman de The Independent consideren que «Margaret Thatcher es va suïcidar». Cinc dies després de la seva renúncia John Major seria elegit líder del partit Conservador.
| « | El conflicte de lleialtats, de lleialtats a la meva Molt Honorable amiga la primera ministra -i, després de tot, després de dues dècades junts aquest instint de lleialtat és molt forta- i de lleialtat al que jo creo són els veritables interessos de la nació, s'ha fet molt gran. Ja no crec que sigui possible resoldre aquest problema des d'endins del Govern. És per això que he renunciat. En fer-ho he fet el que vaig creure correcte per al meu partit i el meu país. El temps ha arribat perquè uns altres considerin la seva pròpia reacció al tràgic conflicte de lleialtats amb ell quin he lluitat per capaç massa temps. | » |

En una carta a Howe la mandatària va expressar «com a ministre d'Hisenda vas portar el major pes per implementar les nostres mesures econòmiques: i ho vas fer amb tal coratge i fortalesa davant els molts intents de desestabilitzar-nos. Els fonaments de l'èxit econòmic de Gran Bretanya en els vuitanta es deuen a aquests primers anys i en particular al pressupost de 1981». Sobre la seva gestió al capdavant de la cartera de Relacions Exteriors va dir «[des d'aquest lloc] construïres sobre l'èxit econòmic per retornar a Gran Bretanya la seva posició al món […] la teva pacient negociació amb el govern xinès va assegurar el futur de Hong Kong: i després vas aplicar la mateixa habilitat de negociació amb Espanya per Gibraltar. Vas fer una gran part a restaurar les nostres relacions amb la Unió Soviètica i amb els països d'Europa de l'Est, mentre emergien de l'ombra del comunisme». Sobre Europa va esmentar «que les diferències no eren tan importants com ell pensava» i finalment va concloure que «estava molt trista personalment» per la decisió d'Howe.

## Activitat posterior
Després de la seva renúncia Howe va tornar als Backbenches on va romandre fins a 1992, quan es va retirar definitivament de la Cambra dels Comuns. Howe va ser nomenat parell vitalici de la Cambra dels Lords sota el títol de Baron Howe of Aberavon. Des d'aquest lloc Howe ha debatut sobre relacions exteriors i sobre les polítiques sobre Europa i s'ha oposat fortament al pla del govern per convertir als Lords en una càmera majoritàriament electa pel poble. A més, Howe va ser president del Centre Gran Bretanya-Xina des de 1992 i patró de la UK Metric Association, un grup l'objectiu del qual és la promoció de la metrificació al Regne Unit.
En 1994 va publicar les seves memòries amb el seu llibre Conflict of Loyalty («Conflicte de lleialtats»). L'ex-viceprimerministre va dir haver vist el 2012 la pel·lícula The Iron Lady, on la seva persona era interpretada per Anthony Head, però va evitar fer declaracions. Head es va reunir amb Howe a la Cambra dels Lords i l'actor després va comentar «Va una mica encorbat però encara és Geoffrey Howe» i va dir que li va preguntar si hi havia alguna cosa pel que es disculparia i Howe va respondre que no, que «sabia que havia fet el correcte». El 2013, va assistir al funeral de Margaret Thatcher a la Catedral de Sant Pau de Londres i poc després va dir «És encara alguna cosa que m'apesarà molt que el triomf dels anys de Thatcher es veiés espatllat per la seva tragèdia després, de vegades menys considerada […] Es presumeix que Napoleó va dir que la major alegria que podia aconseguir un polític és seguir tenint enemics cent anys després de la seva mort. Margaret no podia esperar menys».
Al maig de 2015, després de més de mig segle al Parlament, Howe es va retirar de la Cambra dels Lords. El 9 d'octubre d'aquest mateix any va morir després d'una aparent aturada cardíaca. El primer ministre David Cameron va expressar que els conservadors «havien perdut a un dels seus grans» i que Howe havia estat «l'heroi silenciós» del gabinet de Thatcher.